# Plochingen
Plochingen é uma cidade da Alemanha, no distrito de Esslingen, na região administrativa de Estugarda, estado de Baden-Württemberg.